# Монтепаоло Комунита Протета (Форли-Чезена)
Монтепаоло Комунита Протета (итал. Montepaolo Comunità Protetta) је насеље у Италији у округу Форли-Чезена, региону Емилија-Ромања.
Према процени из 2011. године у насељу је живело 5 становника. Насеље се налази на надморској висини од 409 m.